# 長吻前鰈
長吻前鰈，為輻鰭魚綱鰈形目鰈亞目菱鰈科的其中一種，分布於澳洲南部海域、半鹹水域，棲息深度1-80公尺，體長可達30公分，為底棲性魚類，生活在沙底質的海灣，屬肉食性，生活習性不明，可做為食用魚。

## 擴展閱讀
維基物種上的相關：長吻前鰈